# Rugby League Park
Il Rugby League Park, noto anche come Orangetheory Stadium per motivi di sponsorizzazione, è uno stadio di rugby a 13 e a 15 sito in Christchurch, Nuova Zelanda.

## Storia
Originariamente noto come Addington Showgrounds, lo stadio cominciò a ospitare incontri internazionali di rugby a 13 fin dagli anni 1950 e successivamente pure partite di Coppa del Mondo. In seguito al terremoto di Christchurch del 2011 l'impianto venne seriamente danneggiato, richiedendo successivi lavori di ristrutturazione terminati nel marzo 2012.
Il Rugby League Park finì per sostituire anche l'altro stadio di Christchurch, il Lancaster Park irrimediabilmente danneggiato dal terremoto. Dal 2011 quindi anche la franchigia di rugby a 15 dei Crusaders cominciò a usarlo come sede per le proprie partite casalinghe, così come fecero pure gli All blacks per i loro incontri internazionali.